# パトリック・ヘルメス
パトリック・ヘルメス（Patrick Helmes, 1984年3月1日 - ）は、ドイツ・ケルン出身の元サッカー選手。現役時代のポジションはFW。
2007年から2010年までドイツ代表に選出されていた。父のウーヴェ・ヘルメスも元サッカー選手で、レバークーゼンのスカウトを務める。

## 経歴
2003年8月、3部リーグのSFジーゲンでプロデビューを果たし、17試合1得点の成績を残す。翌2004-2005シーズン、34試合に出場し21得点を挙げ、得点王となった。この活躍で注目され、1部の1.FCケルンへ移籍。3部から1部への出世を果たした。2005-06シーズンは自身初の1部リーグでのプレーとなり、13試合に出場し4得点を記録。しかしクラブは17位で2部に降格となった。
2部でのプレーとなった2006-07シーズン、19試合に出場し14得点を記録。得点ランキング4位タイとなる。2部ながら驚異的な得点ペースに注目したA代表監督のヨアヒム・レーヴに招集され、2007年3月28日のデンマーク代表戦でA代表デビューも果たした。2007-08シーズン、33試合に出場し17得点を記録。得点ランキング3位となった。また同僚であるミリヴォイェ・ノヴァコヴィッチが20得点を挙げ、得点王となり、クラブはリーグ戦3位で1部復帰を達成した。2008年5月にはユーロ2008の代表候補26名に選ばれた（本大会メンバーからは落選）。
2008年夏、ブンデスリーガの古豪レバークーゼンに移籍した。9月19日のハノーファー96戦でハットトリックを達成するなど、安定して得点を積み重ね、リーグ4位の21得点を記録した。2009年6月、休暇中にサッカーをしていて十字靭帯を損傷し、6ヶ月ほど長期離脱する見込みとなった。
2015年6月19日に現役引退と1.FCケルンU-21のアシスタントコーチに就任することが発表された。

## 記録
- 2007年3月28日 - A代表初出場（親善試合） - デンマーク代表戦
- 2010年8月11日 - A代表初得点（親善試合） - デンマーク代表戦

## 代表歴
- ドイツB代表
- U-21ドイツ代表
- ドイツ代表

## タイトル
1.FCケルン
- 2. ブンデスリーガ 2013-14